# Luis Onmura

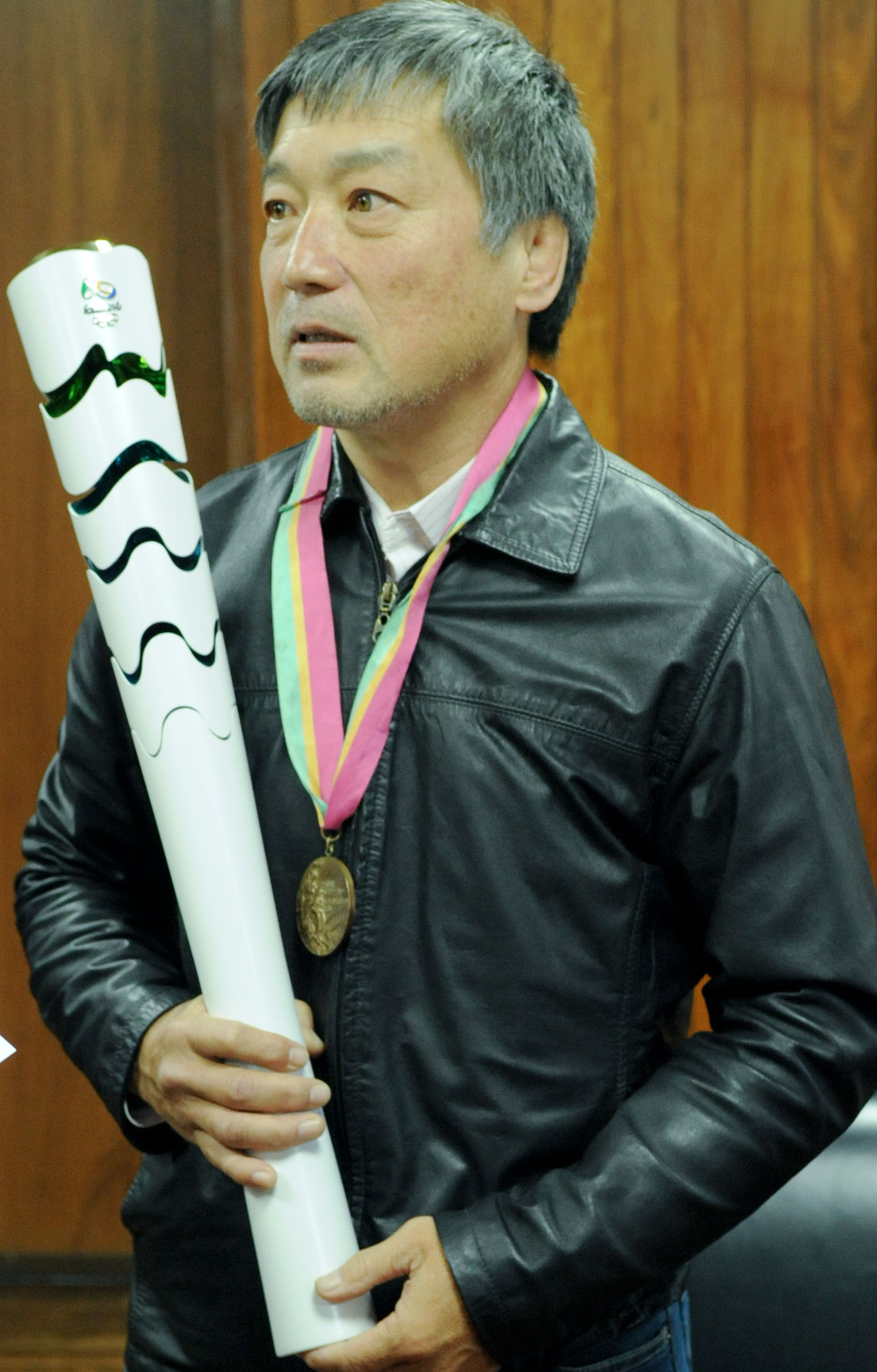
Luiz Onmura mit der Fackel der Olympischen Spiele 2016

Luis Yoshio Onmura oder Luiz Yoshio Onmura (* 29. Juni 1960 in São Paulo; † 1. November 2024) war ein brasilianischer Judoka. Er war Olympiadritter 1984.

## Sportliche Laufbahn
Der 1,68 m große Onmura trat am Anfang seiner Karriere im Halbleichtgewicht bis 65 Kilogramm an. In dieser Gewichtsklasse gewann er bei den Panamerikanischen Spielen 1979 Silber hinter dem Kanadier Brad Farrow. 1980 siegte Onmura bei den Panamerikanischen Meisterschaften. Bei den Olympischen Spielen 1980 in Moskau unterlag er in seinem zweiten Kampf dem Schweden Wolfgang Biedron.
Ab 1983 kämpfte Onmura im Leichtgewicht bis 71 Kilogramm. Bei den Panamerikanischen Spielen 1983 siegte der Kubaner Guillermo D’Nelson May, Onmura erhielt wie 1979 Silber. 1984 erkämpfte Onmura eine Bronzemedaille bei den Panamerikanischen Meisterschaften. Bei den Olympischen Spielen 1984 in Los Angeles erreichte er das Halbfinale. Nach seiner Niederlage gegen den Italiener Ezio Gamba siegte der Brasilianer im Kampf um Bronze gegen den Kanadier Glenn Beauchamp.
Bei den Panamerikanischen Spielen 1987 gewann Onmura seine dritte Silbermedaille, diesmal unterlag er dem US-Judoka Mike Swain. 1988 siegte Onmura bei den Panamerikanischen Meisterschaften. Bei den Olympischen Spielen 1988 in Seoul schied Onmura gegen den später wegen Doping disqualifizierten Briten Kerrith Brown aus.